# 水無瀬病院
水無瀬病院（みなせびょういん）は、医療法人清仁会が大阪府三島郡島本町に設置する病院である。救急告示病院に指定されている。

## 沿革
（この節の出典）
- 1979年（昭和54年）7月 - 丸茂外科整形外科病院を開設（大阪府三島郡島本町高浜144）
- 1981年（昭和56年）4月 - 医療法人清仁会丸茂病院 法人組織に改組
- 2003年（平成15）11月 - 丸茂病院を水無瀬病院と改称
- 2012年（平成24年）8月 - 機能強化型在宅療養支援病院 認可
- 2020年（令和2年）4月 - 島本町地域包括支援センターを水無瀬ケアセンター内に設置（島本町委託）

## 診療科
- 内科[3]
- 外科[3]
- 整形外科[3]
- 脳神経外科[3]
- 眼科[3]
- 泌尿器科[3]
- リハビリテーション科[3]
- リウマチ科[3]
- 麻酔科[3]
- 放射線科[3]
- 専門外来
  - 糖尿病・生活習慣病[4]
  - 消化器科[4]
  - 循環器科[4]
  - 甲状腺外来[4]
  - もの忘れ外来[4]
  - 禁煙外来[4]
  - 在宅訪問診療科[4]

## 医療機関の認定
（この節の出典）
| 保険医療機関                       | 労災保険指定病院                               |
| 生活保護法指定病院                 | 特定疾患治療研究事業委託医療機関               |
| 原子爆弾被害者一般疾病医療取扱病院 | 身体障害者福祉法指定医の配置されている医療機関 |
| 在宅療養支援病院                   | 公害医療機関                                   |

## 交通アクセス
- 阪急京都本線「水無瀬駅」より徒歩5分[5]。
- JR京都線「島本駅」より徒歩9分[5]。

## 周辺
- 国道171号（沿線）
- 島本町立第四小学校
- 島本水無瀬郵便局